# 1998–1999-es olasz labdarúgókupa
Az olasz kupa 52. kiírása. A kupát a Parma nyerte meg, másodszor.

## Eredmények

### Első forduló
| 1. csapat        | Eredmény       | 2. csapat      | 1. mérk. | 2. mérk.  |
| ---------------- | -------------- | -------------- | -------- | --------- |
| Lucchese         | 4–2            | Napoli         | 2–2      | 2–0       |
| Alzano Virescit  | 2–3            | Torino         | 1–1      | 1–2       |
| Ancona           | 1–5            | Ravenna        | 0–1      | 1–4       |
| Atletico Catania | 0–5            | Brescia        | 0–1      | 0–4       |
| Castel di Sangro | 2–1            | Perugia        | 1–0      | 1–1       |
| Cesena           | 5–2            | Pescara        | 2–2      | 3–0       |
| Chievo           | 1–1 (ig.)      | Foggia         | 0–0      | 1–1       |
| Cosenza          | 3–3 (ig.)      | Treviso        | 1–1      | 2–2 (hu.) |
| Cremonese        | 1–4            | Atalanta       | 0–2      | 1–2       |
| Gualdo           | 2–1            | Fidelis Andria | 1–1      | 1–0       |
| Livorno          | 1–4            | Reggina        | 1–1      | 0–3       |
| Lumezzane        | 3–3 (ig.)      | Cagliari       | 3–1      | 0–2       |
| Monza            | 0–2            | Lecce          | 0–2      | 0–0       |
| Nocerina         | 3–4            | Verona         | 2–2      | 1–2       |
| Padova           | 3–3 (Te.: 6-5) | Reggiana       | 2–1      | 1–2       |
| Ternana          | 3–4            | Genoa          | 1–1      | 2–3       |

### Második forduló
A fordulóban csatlakozó csapatok: Bari, Bologna, Empoli, Fiorentina, Internazionale, Juventus, Lazio, Milan, Parma, Piacenza, Roma, Salernitana, Sampdoria, Udinese, Venezia, Vicenza.
| 1. csapat        | Eredmény  | 2. csapat   | 1. mérk. | 2. mérk.  |
| ---------------- | --------- | ----------- | -------- | --------- |
| Torino           | 2–3       | Milan       | 2–0      | 0–3       |
| Atalanta         | 2–1       | Empoli      | 2–1      | 0–0       |
| Brescia          | 3–5       | Vicenza     | 3–2      | 0–3       |
| Cagliari         | 1–2       | Venezia     | 0–0      | 1–2       |
| Castel di Sangro | 2–0       | Salernitana | 0–0      | 2–0       |
| Chievo           | 3–4       | Roma        | 2–2      | 1–2       |
| Gualdo           | 2–6       | Udinese     | 2–2      | 0–4       |
| Internazionale   | 1–0       | Cesena      | 1–0      | 0–0       |
| Lazio            | 4–1       | Cosenza     | 2–1      | 2–0       |
| Lecce            | 4–4 (ig.) | Piacenza    | 1–2      | 3–2 (hu.) |
| Lucchese         | 1–2       | Bari        | 1–0      | 0–2       |
| Padova           | 1–2       | Fiorentina  | 1–0      | 0–2       |
| Parma            | 4–0       | Genoa       | 3–0      | 1–0       |
| Reggina          | 1–4       | Bologna     | 1–1      | 0–3       |
| Sampdoria        | 2–1       | Genoa       | 2–0      | 0–1       |
| Ravenna          | 0–6       | Juventus    | 0–2      | 0–4       |

### Nyolcaddöntő
| 1. csapat      | Eredmény       | 2. csapat        | 1. mérk. | 2. mérk.  |
| -------------- | -------------- | ---------------- | -------- | --------- |
| Juventus       | 3–3 (ig.)      | Venezia          | 1–1      | 2–2 (hu.) |
| Atalanta       | 2–2 (Te.: 5-4) | Roma             | 1–1      | 1–1       |
| Bari           | 1–2            | Parma            | 1–2      | 0–0       |
| Fiorentina     | 5–0            | Lecce            | 1–0      | 4–0       |
| Internazionale | 2–1            | Castel di Sangro | 1–0      | 1–1       |
| Sampdoria      | 1–2            | Bologna          | 0–0      | 1–2       |
| Udinese        | 1–0            | Vicenza          | 0–0      | 1–0       |
| Lazio          | 4–2            | Milan            | 3–1      | 1–1       |

### Negyeddöntő
| 1. csapat | Eredmény  | 2. csapat      | 1. mérk. | 2. mérk. |
| --------- | --------- | -------------- | -------- | -------- |
| Udinese   | 3–6       | Parma          | 3–2      | 0–4      |
| Atalanta  | 3–3 (ig.) | Fiorentina     | 3–2      | 0–1      |
| Lazio     | 4–6       | Internazionale | 2–1      | 2–5      |
| Juventus  | 2–2 (ig.) | Bologna        | 1–2      | 1–0      |

### Elődöntő
| 1. csapat      | Eredmény | 2. csapat  | 1. mérk. | 2. mérk.  |
| -------------- | -------- | ---------- | -------- | --------- |
| Internazionale | 1–4      | Parma      | 0–2      | 1–2       |
| Bologna        | 2–4      | Fiorentina | 0–2      | 2–2 (hu.) |

### Bronzmérkőzés
| 1. csapat      | Eredmény | 2. csapat | 1. mérk. | 2. mérk. |
| -------------- | -------- | --------- | -------- | -------- |
| Internazionale | 2–4      | Bologna   | 1–2      | 1–2      |

### Döntő

#### Első mérkőzés
| 1999. április 14. | Parma      | 1 - 1 | Fiorentina    | Stadio Ennio Tardini, Parma Nézőszám: 21,038 Játékvezető: Domenico Messina |
| 1999. április 14. | Crespo 16' | (1–0) | 81' Batistuta | Stadio Ennio Tardini, Parma Nézőszám: 21,038 Játékvezető: Domenico Messina |

#### Második mérkőzés
| 1999. május 5. | Fiorentina         | 2 - 2 | Parma                 | Stadio Artemio Franchi, Firenze Nézőszám: 39,070 Játékvezető: Stefano Braschi |
| 1999. május 5. | Řepka 48' Cois 62' | (0–1) | 42' Crespo 71' Vanoli | Stadio Artemio Franchi, Firenze Nézőszám: 39,070 Játékvezető: Stefano Braschi |

Összesítésben a Parma nyert, idegenben lőtt több góllal (3–3).
| Az 1998–1999-es olasz labdarúgókupa győztese: |
| --------------------------------------------- |
| Parma 2. cím                                  |

## Lásd még
Serie A 1998–1999

Serie B 1998–1999